# Terre et Peuple
Terre et Peuple (franska: "jord och folk") är en fransk organisation som officiellt grundades 1994 och lanserades 1995 av Pierre Vial som tidigare var knuten till nya högern, Bordon Christophe och Pierre Giglio från Front National. Organisationen är identitär och ägnar sig mycket åt metapolitik i sina publikationer. Organisationen bygger vidare på den konservativa revolutionen, lyfter fram arvet från gallerna och menar att identiten hos fransoser bygger på hedendomen. 
Organisationens verksamhet utgörs av historiska vandringar, museibesök, seminarier och politisk aktivitet. Föreningen har en påkostad tidning med samma namn som kommer ut kvartalsvis och handlar om ämnen som identitet, kultur, historia, europeisk nationalism och geopolitik.
Organisationen arrangerar ett årligt utbildningsläger under sommarhalvåret som brukar locka uppemot 1000 deltagare vilket gör arrangemanget till ett av de viktigare för fransk "extremhöger".